# Maxime Chevalier
Maxime Chevalier (Pontchâteau, 16 maggio 1990) è un ex ciclista su strada francese, professionista dal marzo 2020 a luglio 2023.

## Palmarès
- 2019 (Vélo Club Pays de Loudéac)

Grand Prix de Fougères
4ª tappa Tour du Piémont Pyrénéen
- 2021 (B&B Hotels, una vittoria)

Prologo Tour de Savoie Mont-Blanc (Sallanches > Sallanches, cronometro)

### Altri successi
- 2020 (Vélo Club Pays de Loudéac)

4ª tappa Circuit des Plages Vendéennes (Martinet, cronosquadre)

## Piazzamenti

### Grandi Giri
- Tour de France

2020: 136º
2021: 93º

### Competizioni europee
- Campionati europei di ciclocross

Pontchâteau 2016 - Juniores: 18°